# Galactia brachyodon
Galactia brachyodon är en ärtväxtart som beskrevs av August Heinrich Rudolf Grisebach. Galactia brachyodon ingår i släktet Galactia och familjen ärtväxter. Inga underarter finns listade i Catalogue of Life.